# イングランド・ウェールズ緑の党
イングランド・ウェールズ緑の党（イングランド・ウェールズみどりのとう、英語: Green Party of England and Wales、略称：GPEW、ウェールズ語: Plaid Werdd Cymru a Lloegr）は、イギリスの環境政党である。

## 概要
1973年に結成されたPEOPLE党をルーツとする。これが1975年に環境党に、1985年に緑の党となり、1990年に現在の党名となった。
ヨーロッパ規模では欧州緑の党の、世界規模ではグローバルグリーンズのメンバーである。なおスコットランドにはスコットランド緑の党が、北アイルランドには北アイルランド緑の党が、それぞれ存在するため、イギリス全土にまたがる形での緑の党は存在しない。
全国規模の選挙では、比例代表制が導入された1999年欧州議会議員選挙で初めて当選者を出した。その後も2004年、2009年の欧州議会選挙で議席を獲得した。
2010年イギリス総選挙では小選挙区制の下でキャロライン・ルーカス党首が当選し、初めて下院に1議席を獲得した。翌2011年5月の地方選挙では、ブライトン市で前回比10議席増の23議席を獲得し、第1党となった。なおイギリスの地方議会で緑の党が最大政党となったのは、今回が初めてのことである。2015年イギリス総選挙、2017年イギリス総選挙でもそれぞれ1議席を獲得。